# Weather Report
Weather Report va ser una formació musical de jazz fusió dels anys 70 i 80, liderada per Joe Zawinul i Wayne Shorter, que va combinar jazz i latin jazz amb elements de músiques ètniques, r&b, funk, rock i música contemporània. La seva música és d'un alt nivell compositiu i improvisacional.
Els fundadors de Weather Report, el pianista Joe Zawinul i el saxofonista Wayne Shorter es van conèixer el 1959 tocant a la Big Band de Maynard Ferguson. Durant els anys 60, Zawinul va estar tocant amb el grup de Cannonball Adderley, i Shorter amb el segon gran quintet de Miles Davis. Les seves contribucions en aquests conjunts els van fer destacar d'entre els grans compositors de jazz de tots els temps. Posteriorment es van retrobar quan Zawinul va participar en les primeres gravacions de fusió amb Miles Davis (In a Silent Way i Bitches Brew).
Tot i aquesta amistat prèvia de Zawinul i Shorter, sovint es parla de Weather Report com una formació derivada del grup de músics associat amb Miles Davis durant l'inici de la dècada dels 70.

## Evolució
En els seus inicis, la música de Weather Report tenia un gran component d'improvisació, d'una manera similar a l'obra de Miles Davis en el període de Bitches Brew. La formació instrumental incloïa un percussionista (Airto Moreira, substituït després per Dom Um Romão), a més de bateria (Alphonse Mouzon); i la seva música abandonava el concepte de solista i acompanyants predominant en el jazz, substituint-lo per la improvisació continuada de cada membre del grup.
Zawinul, al piano i als sintetitzadors, i el contrabaixista Miroslav Vitous experimentaven amb els efectes electrònics aplicats als seus instruments, alhora que Wayne Shorter continuava el desenvolupament del saxo soprà en el jazz, tasca en que l'havien precedit músics com Sidney Bechet, Lucky Thompson, Steve Lacy i John Coltrane.
El primer disc de la formació, titulat simplement Weather Report va ser escollit disc de l'any 1971 per la revista Down Beat, i és considerat un clàssic de la fusió. L'any següent van editar I Sing the Body Electric, gravat en part en directe al Japó. En aquest disc Zawinul començava a experimentar amb els sintetitzadors.
A partir del següent disc, Sweetnighter (1973), la música del grup va començar a prendre una altra direcció, més orientada cap al funk, afegint més estructura als temes i a les parts improvisades. La manca d'interès per part de Vitous a tocar parts de baix més repetititves van acabar provocant la seva marxa del grup i la inclusió d'Alphonso Johnson al baix elèctric.
Durant els primers vuit anys de la seva existència, el grup va tenir dificultats en trobar un bateria estable, de manera que en aquest lloc s'hi van anar succeint Alphonse Mouzon, Eric Gravatt, Greg Errico, Ishmael Wilburn, Skip Hadden, Darryl Brown, Leon 'Ndugu' Chancler, Chester Thompson, Narada Michael Walden i Alex Acuña, fins que Jaco Pastorius va portar a Peter Erskine el 1978. Erskine, i més tard Omar Hakim van ser els únics bateries que van tocar amb la banda durant més de dos anys seguits.
El disc que va establir el so pel que es faria conegut el grup va ser Mysterious Traveller (1974). Per primer cop el baix elèctric apareixia a cada tema, Zawinul s'aprofitava de les innovacions en el camp dels sintetitzadors, i les composicions seguien prenent estructures més definides i treballades. Aquest disc va ser el primer d'una sèrie de quatre 'discs de l'any' a la revista Down Beat, seguit per Tale Spinnin' , Black Market i Heavy Weather.
El 1976, amb Black Market, la música del grup havia evolucionat encara més cap a formes concises amb melodies molt clares, la qual cosa va comportar un augment de l'audiència del grup. Aquest disc va ser potser el més orientat cap al rock de tota la trajectòria de Weather Report, degut, en part, a la presència de Chester Thompson (bateria de Frank Zappa i Genesis, entre d'altres). A més, durant aquesta gravació el baixista Alphonso Johnson va decidir deixar la banda per a formar part de la de Billy Cobham i George Duke, la qual cosa va propiciar l'entrada del jove virtuós Jaco Pastorius, que toca en dos dels set temes del disc.
L'entrada de Jaco Pastorius al grup, establint un nou estàndard en la manera de tocar el baix i col·laborant amb les seves composicions, va portar el grup al cim de la seva popularitat. El tema Birdland, del seu disc Heavy Weather (1977) va arribar fins i tot a les llistes de pop, i el grup va arribar a aparèixer en un programa de rock de la televisió. Heavy Weather va ser el disc més venut de la formació, mantenint alhora l'aclamació de la crítica.
L'associació professional de Pastorius amb la cantautora Joni Mitchell durant la segona meitat dels anys 70 va propiciar que els músics de Weather Report, excepte Zawinul, toquessin en els seus discs Don Juan's Reckless Daughter i Mingus.
L'evolució de la música de Weather Report va provocar un incident amb la crítica a partir de la sortida al mercat del seu següent disc, més experimental i ambiental (Mr. Gone), que la revista Down Beat va qualificar amb un punt (la puntuació més baixa). El grup va defensar la seva música en una entrevista en aquesta mateixa revista.
El següent disc i darrer dels anys 70, 8:30, gravat en estudi i en directe, és considerat com una de les seves millors obres i va ser guardonat amb el Grammy al millor disc de jazz fusió.
Jaco Pastorius va aparèixer a dos discs més de Weather Report: Night Passage (1980) i Weather Report (1981). Posteriorment va deixar el grup per a dedicar-se a la seva pròpia banda, la Word of Mouth Big Band, i va ser substituït per Victor Bailey.
El grup va seguir publicant un disc a l'any amb diferents formacions fins al 1986, sense aconseguir igualar els èxits de crítica i públic de finals dels anys 70. A més, el mercat del jazz fusió perdia pes degut a una tornada del jazz tradicional, de manera que Shorter i Zawinul van decidir acabar amb el grup després de gravar el seu darrer disc, This Is This!. Tots dos van seguir tocant fusió amb els seus respectius grups, evolucionant després cap a altres estils musicals.